# Trichiurus russelli
Trichiurus russelli és una espècie de peix pertanyent a la família dels triquiúrids.

## Descripció
- Pot arribar a fer 51 cm de llargària màxima.
- Cos (molt allargat i en forma de cinta) i cap de color bronze groguenc.
- 3 espines i 127-131 radis tous a l'aleta dorsal i 1 espina i 101-106 radis tous a l'anal.
- 149-153 vèrtebres.[5][6]

## Hàbitat
És un peix marí, bentopelàgic i de clima tropical.

## Distribució geogràfica
Es troba a Andhra Pradesh (nord-est de l'Índia), la badia de Bengala i el nord del golf de Tailàndia.

## Observacions
És inofensiu per als humans.